# A10 (Frankrijk)
Autoroute 10 (A10), ook wel l'Aquitaine genoemd, is een 543 kilometer lange autosnelweg in Centraal- en Zuidwest-Frankrijk, die Parijs via Orléans, Tours en Poitiers verbindt met Bordeaux.
Het gedeelte van de weg tussen Parijs en Poitiers is aangelegd door concessiehouder Cofiroute. De rest van de A10, tussen Poitiers en Bordeaux, is in handen van Autoroutes du Sud de la France. De aanleg van de weg vond plaats tussen 1960 en 1981.
Op het grootste gedeelte van de weg wordt tol geheven. De enige uitzonderingen hierop zijn het meest noordelijke deel van de weg (tot afrit 10 nabij Dourdan), een deel langs Tours, en het meest zuidelijke gedeelte (vanaf afrit 39a nabij Libourne).

## Europese wegen
Over de gehele lengte van de A10 loopt de Europese weg E5 mee. Ten noorden van de splitsing met de A11 loopt ook de E50 mee, en tussen Orléans en Tours loopt bovendien de E60 mee met de A10. Rondom Bordeaux loopt ten slotte de E606 voor ongeveer 15 kilometer mee met de weg.

## Zie ook

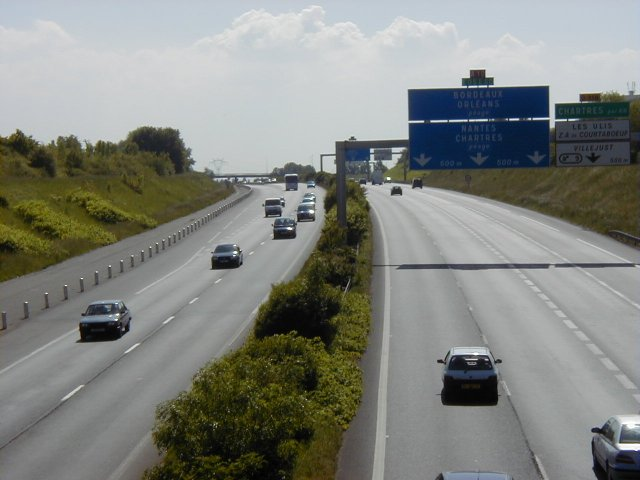
De A10 nabij Villebon-sur-Yvette, ter hoogte van afrit 9.
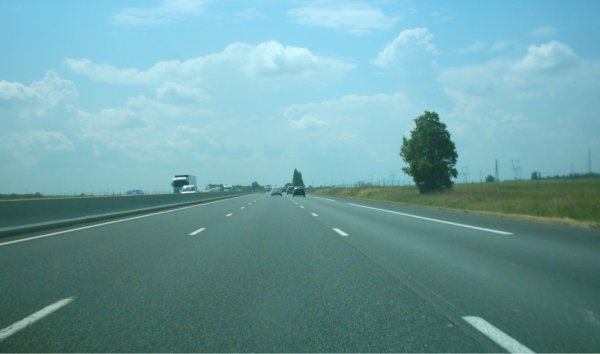
De A10 zuidwaarts tussen afrit 13 en 14, in de buurt van Orléans.